# Through the Looking Glass (Siouxsie and the Banshees)
| Recensione | Giudizio |
| ---------- | -------- |
| AllMusic   | [ 1 ]    |

Through the Looking Glass è un album di cover del gruppo musicale inglese Siouxsie and the Banshees, pubblicato il 2 marzo 1987.

## Il disco

### Storia
Il titolo del disco, Through the Looking Glass è un tributo al romanzo di Lewis Carroll con lo stesso nome. La band era già stata ispirata dal lavoro di Carroll quando chiamarono la loro etichetta Wonderland, che è tratta da Le avventure di Alice nel Paese delle Meraviglie. Il disco è stato anche un omaggio a Pin Ups di David Bowie, un album di cover registrato alla fine degli anni '60. Dopo aver passato più di un anno a lavorare su Tinderbox nel 1986, i Banshees volevano più spontaneità e rapidamente tornarono in studio dopo il tour, per registrare l'album di cover. Era un progetto che avevano preso in considerazione dalla registrazione di una versione di Dear Prudence dei Beatles nel 1983.
Per le sessioni di Looking Glass, che ebbero luogo tra settembre e ottobre 1986, scelsero principalmente materiale risalente alla prima metà degli anni '70, un'epoca che anticipa la formazione della loro band nel 1976. L'album contiene cover di canzoni di artisti e gruppi che da sempre costituiscono un'ispirazione per i Banshees, come Iggy Pop, John Cale e i Roxy Music, ma anche pezzi di estrazione decisamente estranea al gruppo come Strange Fruit di Billie Holiday o curiosità come la versione "gotica" della canzone della colonna sonora del film Disney Il libro della giungla, Trust In Me, cantata in origine dal personaggio del serpente Kaa (doppiato da Sterling Holloway). Alla produzione è stato richiamato Mike Hedges, che non lavorava con loro dal 1984. La strumentazione era diversa; per quest'album, hanno assunto altri strumentisti tra cui una sezione di ottoni e un arpista. Il musicista Martin McCarrick, che divenne un membro ufficiale dei Banshees dopo quest'album, ha creato degli arrangiamenti per diverse tracce. È il secondo e ultimo album registrato con il chitarrista John Valentine Carruthers.

### Pubblicazione e accoglienza
Through the Looking Glass è stato pubblicato il 2 marzo 1987 dalla Polydor. Poche settimane dopo, Bowie li ha contattati per essere ospiti speciali a due spettacoli del Glass Spider Tour a Anaheim. L'album è stato ristampato in versione rimasterizzata con tracce bonus nell'ottobre 2014.
L'album raggiunse la posizione n. 15 delle classifiche britanniche; i singoli estratti furono This Wheel's on Fire (pubblicato il 9 gennaio 1987, raggiunse la posizione n. 14 delle classifiche) e The Passenger (pubblicato il 20 marzo 1987, posizione n. 41).
Il 10 luglio 1987 i Banshees pubblicarono il singolo Song from the Edge of the World, che però non fu mai incluso in nessun album né nella raccolta Twice Upon a Time: The Singles del 1992: la canzone raggiunse la posizione n. 59 delle classifiche britanniche.
Sounds afferma: "Trust in Me, potenzialmente un singolo, è abbastanza sorprendente. Considerando che una volta si trattava di un pitone che si preparava a schiacciare un bambino a morte, ora è una ninna nanna carica di arpa di dilagante, vorticoso erotismo." Mojo retrospettivamente ha elogiato la versione di Strange Fruit selezionandolo per un CD nel 2007 intitolato Music Is Love: 15 Tracks That Changed the World Recovered By.... In una recensione retroattiva, AllMusic ha osannato l'album dicendo: "La serie ispirata di cover si estende dai punti di riferimento del periodo glam (Sea Breezes dei Roxy Music, Gun di John Cale) al doloroso classico Strange Fruit di Billie Holiday a, in uno dei migliori sforzi del genere di sempre (e un anno prima del progetto Stay Awake di Hal Willner) un classico Disney - Trust in Me originariamente da Il libro della giungla.

## Tracce
1. This Town Ain't Big Enough for Both of Us - 3:09 (Sparks)
2. Hall of Mirrors - 5:02 (Kraftwerk)
3. Trust in Me - 4:06 (dalla colonna sonora del film Disney Il libro della giungla)
4. This Wheel's on Fire - 5:16  (Bob Dylan)
5. Strange Fruit - 3:51 (Billie Holiday)
6. You're Lost Little Girl - 2:57 (The Doors)
7. The Passenger - 5:09 (Iggy Pop)
8. Gun - 5:06 (John Cale)
9. Sea Breezes - 4:14  (Roxy Music)
10. Little Johnny Jewel - 4:56  (Television)

Tracce bonus rimasterizzazione CD 2014
1. She Cracked - 3:07  (The Modern Lovers)
2. Song from the Edge of the World (7" Version) - 3:45 (testo: Severin - musica: Siouxsie and the Banshees)
3. This Wheel's on Fire (Incendiary Mix) - 7:27
4. The Passenger (LLLocomotion Mix) - 8:05

## Formazione
- Siouxsie Sioux - voce
- John Valentine Carruthers - chitarra
- Steven Severin - basso
- Budgie - batteria, percussioni

### Altri musicisti
- Martin McCarrick: violoncello, tastiere e arrangiamento archi
- Gini Ball - viola, violino
- Peter Thomas - trombone
- Luke Tunney - tromba
- Martin Dobson - sassofono
- Julie Aliss - arpa

### Produzione
- Mike Hedges - ingegneria del suono
- Ian Grimble - assistente ingegneria
- Frau Flump - assistente ingegneria
- Kevin Metcalfe - masterizzazione
- Crocodile - direzione artistica e design
- Stephanie Atkins - illustrazioni di copertina

## Classifiche
| Classifica (1987) | Posizione massima |
| ----------------- | ----------------- |
| Regno Unito       | 15                |
| Nuova Zelanda     | 46                |
| Svezia            | 23                |
| Stati Uniti       | 188               |
| Paesi Bassi       | 62                |
| Svizzera          | 29                |
| Germania          | 59                |